# Бринлак
Бринлак (англ. Brinlack; ирл. Bun na Leaca / Bun an Leaca) — деревня в Ирландии, находится в графстве Донегол (провинция Ольстер).

## Демография
Население — 392 человека (по переписи 2006 года). В 2002 году население было 381 человек.
Данные переписи 2006 года:
| Общие демографические показатели |               |                               |                               |      |      |
| Всё население                    | Всё население | Изменения населения 2002—2006 | Изменения населения 2002—2006 | 2006 | 2006 |
| 2002                             | 2006          | чел.                          | %                             | муж. | жен. |
| 381                              | 392           | 11                            | 2,9                           | 208  | 184  |